# Дорюс-Гра, Жюли
Жюли Дорюс-Гра (фр. Julie Aimée van Steenkiste Dorus-Gras, ван Стеенкисте-Дорюс по отцу, Гра по мужу; 7 сентября 1805, Валансьен — 6 февраля 1896, Париж) — французская певица (сопрано), сестра флейтиста Луи Дорюса.
Училась в Парижской консерватории, дебютировала в 1825 году в брюссельском оперном театре Ла Монне. Дорюс была первой исполнительницей партии Эльвиры в опере Франсуа Обера «Немая из Портичи» (1829) и участвовала в историческом представлении этой оперы 25 августа 1830 года, ставшем началом Бельгийской революции.
В 1831 году Жюли Дорюс перешла в Парижскую оперу, на сцене которой оставалась на протяжении 15 сезонов, нередко также гастролируя в Лондоне на сцене театра Ковент-Гарден. Среди премьерных партий Дорюc — Алиса в «Роберте-дьяволе» (1831) и Маргарита Валуа в «Гугенотах» (1836) Мейербера, Евдокия в «Жидовке» Галеви (1835), Тереза в «Бенвенуто Челлини» Берлиоза (1838), а также Полина во второй (французской) редакции «Полиевкта» Гаэтано Доницетти (1840).